# Список випусків телепередачі «Велика різниця»
У цій статті представлено список випусків телепередачі «Велика різниця». 
Російська версія виходила в ефірі Першого каналу з 1 січня 2008 по 15 червня 2014 року.
Створенням телепередачі «Велика різниця» в Україні займався продюсерський центр "Среда" на замовлення каналу ICTV.
Умовні позначення:
- — музична пародія.
- — скетч із зіркою.
- — кросовер (подвійна пародія).

## Перший сезон
| Номер випуску | Пародії на такі передачі та артистів | Гості студії | Дата прем'єри          |
| ------------- | --- | --- | ---------------------- |
| 001           | - Шоу талантів «Хвилина слави». - Реклама: - «Білайн» (Від дзвінка до дзвінка. Живи на зрозумілій стороні!) - Kinder Bueno (Уроки іспанської) - Stimorol Ice + фільм «Титанік». - Програма «Малахов+». - Трейлери фільмів: - «Кошмар на вулиці ВАЗів». - «Нічний огляд». - «Няня Апокаліпсису» (серіал «Моя прекрасна нянька» + фільм «Код апокаліпсису»). - Гурт «Serebro» з піснею «Song Number One». - Ведучий «Програми максимум» і його сім'я. - Шоу «Великі перегони». - Реаліті-шоу «Дом-2». - Кліп «Я зійшла з розуму» гурту «Тату». - Шоу «Льодовиковий період». - Ток-шоу «До бар'єру!»: Олександр Пушкін проти Жоржа Дантеса. - «Від 2 до 5»: кримінальні новини для дітей. - Кастинг на програму «Секс з Анфісою Чеховою». - «Ваша USАша»: пародія на скетч-шоу «Наша Russia». - «WWWремя»: програма «Час» на жаргоні «падонків». - Шоу «Фабрика зірок». | - Гарік Мартиросян і Тетяна Толстая - Геннадій Малахов - Дмитро Нагієв - Ксенія Собчак і Ксенія Бородіна | 1 січня 2008 року      |
| 002           | - Кастинг на програму «На добраніч, малюки!». - Ток-шоу «Деталі» з гостем Федором Бондарчуком. - Сучасна версія пісні «Замикаючи коло». Пародія на Олександра Сєрова, Діму Білана, Сосо Павліашвілі, Іллю Лагутенка, Льва Лещенка, Андрія Макаревича, Олександра Градського, Володимира Преснякова, Людмилу Гурченко, Валерія Леонтьєва, Бориса Гребенщикова і Миколу Баскова. - Програма «Секс з Анфісою Чеховою». - Програма «Коли всі вдома» в гостях у Андрія Бахметьєва. - «Капітуляція» — пародія на серіал «Сімнадцять миттєвостей весни» і «Ліквідація». - Вікторина «Своя гра». - Ток-шоу «Модний вирок». | - Тіна Канделакі - Анфіса Чехова - Тимур Кізяков - Петро Кулешов і Анатолій Вассерман | 19 вересня 2008 року   |
| 003           | - «Дай грошей»: пародія на інтерактивні телевікторини. - Програма «Квартирне питання». - Програма «Контрольна закупівля». - Програма «Школа лихослів'я» з гостем Євгеном Гришковцем. - Програма «Закритий показ». - Програма «У пошуках пригод», де ведучий Михайло Кожухов подорожує по воронезькому Машмету. - Програма «Проти ночі». - Геннадій Малахов у різних телепрограмах («Модний вирок», «Деталі», «Федеральний суддя», «Спокійної ночі, малята!»). | - Наталія Мальцева - Євген Гришковець - Олександр Гордон - Борис Берман і Ільдар Жандарьов - Геннадій Малахов | 10 жовтня 2008 року    |
| 004           | - Програма «Час». - Програма «Фазенда» - Російська версія програми «Тачку на прокачку». - Анонси на каналі НТВ. - «12 місяців»: пародія на фільм Микити Міхалкова «12». - Програма «Нез'ясовно, але факт». - Програма «Давай одружимося!». | - Катерина Андрєєва - Сергій Колесников - Михайло Єфремов - Сергій Дружко | 21 листопада 2008 року |
| 005           | - Програма «Спокійної ночі, малята!» з Оксаною Фьодоровою. - Програма «Здоров'я» з Оленою Малишевою. - Програма «Надзвичайна подія». - Програма «Прожекторперісхілтон» 1981 року. - Програма «Москва: Інструкція з застосування». - «Гнобишев»: збиральний образ російського ситкому. - Звідки бере натхнення Євген Гришковець. - Серіал «Детективи». - Програма «Федеральний суддя», в якій розглядається справа на основі мультфільму «Рудий, рудий, веснянкуватий». | - Олена Малишева - Гарік Мартиросян і Сергій Свєтлаков - Володимир Тишко - Ігор Лукін та Олексій Насонов | 12 грудня 2008 року    |
| 006           | - «Клуб веселих та кмітливих». - «Схід Клуб»: шоу «Comedy Club» 1969 року. - Проект «Феномен». - Ситком «Татусеві доньки» через 40 років. - Програма «Суботній вечір». - Ток-шоу «Нехай говорять». - Телегра «Інтуїція» з учасником — прапорщиком Шматко з серіалу «Солдати». - Шоу «Кулінарний поєдинок» з учасниками Іваном Ургантом і Юлією Висоцькою. | - Юлій Гусман, Леонід Ярмольник та Ігор Вєрник - Резиденти Comedy Club - Андрій Леонов, Анастасія Сіваєва, Дарія Мельникова, Єлизавета Арзамасова і Катерина Старшова, гурт «Uma2rmaH» - Андрій Малахов - Олексій Маклаков | 1 січня 2009 року      |
| 007           | - Фільм «Іронія долі, або З легким паром!» з «продакт-плейсментом». - Рекламні ролики: - ТНТ: «ЖКГ — відчуй нашу любов!» - ВТБ 24: «„Ось тобі 24“ — повернеш 300!» - 02 — «Подзвони. Нудно не буде!» - Calgon — «Нехай чоловік служить довго — Морфлот!» - Програма «Діалоги про риболовлю». - СВН (Власна Служба Новин): дівчина, яка приїхала з України, вперше вступила до інституту. - «Золотий Grammyфон»: Надія Кадишева і Олександр Костюк. - Шоу «Хто хоче стати мільйонером?» з учасником Максимом Галкіним. - Капітал-шоу «Поле чудес». | - Дмитро Дібров - Леонід Якубович - Надія Кадишева і Олександр Костюк | 20 березня 2009 року   |
| 008           | - «Золотий Grammyфон»: гурт «Чай вдвоём» з піснею «День народження». - Трейлер комедії «найкращий фільм-3». - Шоу «найрозумніший». - «Палац-2»: реаліті-шоу «Дом-2» у XVIII столітті. - Телемагазин: горілка. - Передача «Контрольна закупівля», в якій тестуються гроші. - «Массаракш»: фільм «Населений острів» у стилі кіножурналу «Єралаш». | - Гурт «Чай вдвоём» - Тіна Канделакі - Ксенія Собчак, Ксенія Бородіна і Степан Меньшиков - Федір Бондарчук і Василь Степанов                                                                                               | 10 квітня 2009 року    |
| 009           | - Телегра «Що? Де? Коли?». - Пародія на кліп Павла Волі «Мамі» з учасниками театру «Криве дзеркало». - Серіал «Повернення Мухтара». - Телемагазин: Андрій Аршавін. - Телегра «Розумниці і розумники». - Програма «Людина і закон». - «Шукаємо все»: пародія на програму «Жди меня». | - Борис Крюк і один з гравців ЩДК Ровшан Аскеров - Олександр Носик - Юрій Вяземський - Олексій Піманов | 15 травня 2009 року    |
| 010           | - Програма «Жіночий погляд з Оксаною Пушкіною» про історію кохання Андрія Данилка та Вєрки Сердючки. - Автошоу «Top Gear». - Ситком «Щасливі разом» на каналі «Культура». - Серіал «Кармеліта». - Шоу «Дві зірки». - «Золотий Grammyфон»: гурт «Банд’Эрос» з піснею «Манхеттен». | - Оксана Пушкіна - Наталія Бочкарьова - Юлія Зіміна та Олександр Суворов - Гурт «Банд’Эрос» | 22 травня 2009 року    |
| 011           | - Програма «Смак» з гостем Мікітою Джигурдою. - «Що таке криза?»: пародія на кліп гурту «ДДТ» «Что такое осень». - Випуск новин на каналі ТВ-3. - Програма «Сам собі режисер» з учасниками Тимуром Бекмамбетовим, Микитою Михалковим і Федором Бондарчуком. - Програма «Коли всі вдома» в гостях у Юрія Лужкова. - «Роботяги»: пародія на фільм «Стиляги». | - Нікіта Джигурда - Олексій Лисенков | 29 травня 2009 року    |
| 012           | - «Хрень»: пародія на документальний проект «Цвіль». - «Саша+Паша»: пародія на серіал «Саша+Маша». - Серіал «Слід». - Дмитро Губернієв коментує себе і своє сімейне життя. - «Билина про Іллю Муромця, індивідуального підприємця». У ролі Іллі Муромця Гоша Куценко. - «Золотий Grammyфон»: група «ВІА Гра» з піснею «Діаманти». - Фільм «Місце зустрічі змінити не можна», якби це була 212-та серія нескінченної мильної опери. | - Георгій Тесля-Герасимов і Павло Шуваєв - Станіслав Говорухін - Гоша Куценко | 5 червня 2009 року     |
| 013           | - Програма «Аншлаг». - Новинна програма «News Блок» (MTV Росія). - «Місто робіт»: пародія на пісню «Місто доріг» у виконанні гастарбайтерів Равшана і Джамшута. - Програма «Познер». Пародія на ведучого Володимира Познера і гостя Нікаса Сафронова. - Шоу талантів «Хвилина слави». - Телеканал РБК. - Програма «Притулок комедіантів». - «Вулиці розбитих ліхтарів» у Голлівуді: пародія на західні кінокліше про Росію. | - Михайло Галустян і Валерій Магдьяш - Олександр Масляков - Михайло Швидкой | 11 червня 2009 року    |

## Другий сезон
У другому сезоні у «Великої різниці» з'явилася нова студія. Частину пародій розігрують у студії перед глядачами. У масовці стали з'являтися відомі гості.
| Номер випуску                    | Пародії на такі передачі та артистів | Гості студії | Дата прем'єри          |
| -------------------------------- | --- | --- | ---------------------- |
| 014                              | - Ведучі шоу «Модний вирок» В'ячеслав Зайцев і Олександр Васильєв з'ясовують стосунки. - Пародія на Геннадія Онищенка. Пародія на пісню Діми Білана «Неможливе можливо». - Давньоруська реклама (Ярославський часник, Оброк, Буряк). - Виступ Миколи Баскова і гурту «Лесоповал». - Шоу «Льодовиковий період. Глобальне потепління». - Телесеріал «Каменська». - Кольорова версія «Сімнадцяти миттєвостей весни». | - Олександр Васильєв - Микола Басков - Тетяна Тарасова, Ілля Авербух і Гедимінас Таранда - Андрій Ільїн | 13 вересня 2009 року   |
| 015                              | - Телепроєкт «Танці з зірками». - Геннадій Малахов і Олена Проклова в ресторані. - Реклама: - Газпром: Сызраньколбаспром. Не всі мрії збуваються; - Сік "Добрий": Будь-який — і твій, і мій; - Орбіт: Новий «Йорбит» — тепер зі смаком волі; - Соціальна реклама про заборону грального бізнесу в Росії. - Маленька різниця: «Програма мінімум» — пародія на «Програму максимум». Пародія на Гліба П'яних. - «Новини культури» з Владиславом Флярковським. - Виступ Анастасії Приходько на «Євробаченні-2009». - Фільм «Адмірал». | - Геннадій Малахов - Гліб П'яних - Єлизавета Боярська | 27 вересня 2009 року   |
| 016                              | - Фільм «Тарас Бульба». - Програма «Слідство вели...». - Програма «Грай, гармонь улюблена!». - «Насіння. Нечищена біль Росії»: пародія на документальний проект «М'ясо. Історія всеросійського обману». - Програма «Зрозуміти. Пробачити». - «Школа чиновників»: пародія на російських чиновників, яких в спеціальному виші навчають ухилятись від зобов'язань. У ролі ректора Михайло Єфремов. - Група «Quest Pistols» з піснею «Біла бабка кохання». - Скетч «Телеглядач з Таганрога» скетч-шоу «Наша Russia». | - Леонід Каневський - Олексій Єгоров - Гурт «Quest Pistols» - Сергій Свєтлаков | 11 жовтня 2009 року    |
| 017                              | - Програма «Гордон Кіхот», у якій гостем став Людина-павук. - Маленька різниця: «Нехай бе-бе-бе» — пародія на ток-шоу «Нехай говорять». - Програма «Галілео». - Виступ гурту «Ранетки» на концерті Брітні Спірс. - Програма «Битва екстрасенсів». - Фільм «Матриця» в часи німого кіно. | - Олександр Гордон - Олександр Пушной - Гурт «Ранетки» | 25 жовтня 2009 року    |
| 018                              | - Дублі, що не увійшли до кінокомедії «Службовий роман». - Петро I повертається на Батьківщину. В ролі Петра Першого Семен Слєпаков. - Цілодобовий інформаційний канал «Вести». - «ПрожекторКларыНовиковой»: програма «Прожекторперісхілтон» з гумористами театру «Криве дзеркало» і гостем Брюсом Віллісом. - Серіал «Ранетки» та фільм «12». - Музичний фестиваль «Слов'янський базар». | - Семен Слєпаков - Володимир Березін | 8 листопада 2009 року  |
| 019                              | - «Айфоня»: фільм «Афоня» про важку роботу системного адміністратора. - Телемагазин: секс. - Фільм про фільм «Тарас Бульба». - Програма «Слава Богу, ти прийшов!» з учасниками Стасом Костюшкіним і Денисом Клявером. - Програма «Хочу знати» з Михайлом Ширвіндтом». - Михайло Трухін потрапив до сомалійських піратів. - Корпоративне збори ВАТ «НорвежГлавРыба» зі спеціальним гостем Олександром Рибаком. | - Михайло Шац і група «Чай вдвоём» - Михайло Трухін | 22 листопада 2009 року |
| 020                              | Випуск мав вийти 6 грудня 2009 року, але через Пожежу в клубі «Хромая лошадь» був відкладений (в Україні його показав канал ICTV). У Росії цей випуск вийшов в ефір 20 грудня. На відміну від версії, показаної на ICTV, в ньому була відсутня пародія на «Інші новини» (її показали у 22 випуску). Замість неї були пародії на серіал «Солдати» і на продовження відомих фільмів. Пародії на «Єралаш» і «Канікули суворого режиму» були скорочені. - Телегра «Сто до одного» з командою зірок (Сергій Звєрєв, Анастасія Волочкова, Тіматі і Діма Білан). - Дитячий кіножурнал «Єралаш» для дорослих. - Пісні гурту «Любе» про серіали «Моя прекрасна нянька», «Універ», «Повернення Мухтара», «Адмірал» і «Кармеліта». - Серіал «Солдати» в часи Римської імперії. - Реакція героїв радянських фільмів на їх сучасні продовження. - Фільм «Канікули суворого режиму». | - Сергій Звєрєв - Борис Грачевський - Іван Моховиков і Ольга Фадєєва | 20 грудня 2009 року    |
| 021                              | - Група «Фабрика» з піснею «Не виноватая я». - Кастинг на роль д'артаньяна, в якому брали участь радянські актори Володимир Етуш, Андрій Мягков, Євген Леонов і Андрій Миронов. - Маленька різниця: Микита Сергійович Міхалков і його наступник. - Документальний проект «Кримінальна Росія» («Смішна Росія»), що розповідає про гумористичних угрупованнях (телепередачі «Городок» і «Криве дзеркало») і про захоплення влади над гумором країни угрупованням Comedy Club. - «Бомбей сльозам не вірить»: фільм «Москва сльозам не вірить» в жанрі індійського кіно. - Мюзикл за мотивами капітал-шоу «Поле чудес». - Алла Пугачова і Крістіна Орбакайте з піснею «Опять метель». - Проект «Надбання Республіки» у 2039 році. | - Саті Казанова, Саша Савельєва - Михайло Боярський - Микита Михалков - Резиденти Comedy Club (Павло Воля, Гарік Харламов, Сергій Безсмертний, Олексій Лихницький, Гарік Мартиросян) - Володимир Меньшов і Віра Алентова - Леонід Якубович - Алла Пугачова і Христина Орбакайте - Юрій Ніколаєв | 1 січня 2010 року      |
| Найкраще за 2-й сезон. Частина 1 | - Шоу «Льодовиковий період. Глобальне потепління». (Випуск 14) - Виступ Миколи Баскова і гурту «Лесоповал». (Випуск 14) - Кольорова версія «Сімнадцяти миттєвостей весни». (Випуск 14) - Геннадій Малахов і Олена Проклова в ресторані. (15 випуск) - Фільм «Адмірал». (15 випуск) - Дублі, що не увійшли до кінокомедії «Службовий роман». (Випуск 18) | - Тетяна Тарасова, Ілля Авербух і Гедимінас Таранда - Микола Басков - Єлизавета Боярська - Геннадій Малахов | 10 січня 2010 року     |
| 022                              | - Програма «Інші новини». - «Наша Russia: Курка долі»: пародія на трейлер фільму «Наша Russia. Яйця долі». - Дует Земфіри і Ренати Литвинової. - «Прем'єр-ліга КВК». - Шоу «Хто хоче стати мільйонером?» з учасником Олександром Лукашенком. - Комедія «Гараж», перевідзнята в дусі бойовиків Квентіна Тарантіно. | - Сергій Бабаєв - Дмитро Дібров - Ельдар Рязанов | 31 січня 2010 року     |
| 023                              | - «Няня Віка, до побачення!»: пародія на ситком «Моя прекрасна нянька» і фільм «Мері Поппінс, до побачення». - Футбольна балада у виконанні Гуса Хіддінка і футболістів збірної Росії. - Серіал «Школа». - Кіноляпи у фільмі «Карнавальна ніч». - День народження Ігоря Матвієнка. - Фільм «Іронія долі, або З легким паром!» у стилі японського театру кабукі. | - Ігор Толстунов, Ігор Огурцов, Олена Папанова - Ігор Матвієнко, «Корні» | 14 березня 2010 року   |
| 024                              | - Шоу «Хто хоче стати Максимом Галкіним?». - Циганський реп від акторів серіалу «Кармеліта». - Програма «Сеанс з Кашпіровським». Пародія на ведучого Анатолія Кашпіровського і Машу Распутіну. - Фільм «Дівчата» в стилі «Дому-2». - «Золото Росії»: пародія на документальні проекти Леоніда Парфьонова. - Фільм «Аватар», знятий у стилі театральної постановки. | - Микола Лєкарєв - Світлана Дружиніна - Леонід Парфьонов | 28 березня 2010 року   |
| 025                              | Випуск мав вийти 11 квітня 2010 року, але був відкладений через жалобу після авіакатастрофи в Смоленську. - Програма «Давай одружимося!», в якій обирали нового чоловіка для Лариси Гузєєвої. - Микола Расторгуєв, який став депутатом Московської міської думи. - Серіал «Глухар». - Група «Машина времени». - Серіал «Завжди говори завжди». - Фільм «Собаче серце». | - Максим Аверін - Андрій Макаревич і Андрій Державін | 17 квітня 2010 року    |
| 026                              | - Програма «Недолугі нотатки». - Григорій Перельман, який відмовився від Премії тисячоліття», з піснею «Мільйон троянд». - Фільм «Сам удома», якби головним героєм був Діма Білан. - Софія Ротару з піснею «Цього мало». - Фільм «Чорна Блискавка». - Проводи Петра Наліча на «Євробачення-2010». | - Дмитро Крилов - Барі Алібасов - Віктор Вержбицький та Катерина Вилкова | 10 травня 2010 року    |
| 027                              | - Програма «Доброго ранку». - В'ячеслав Бутусов, що співає про здавання старого автомобіля в утилізацію. - Битва Волан-де-Морта і Гаррі Поттера, якому «допомагав» знаменитий ілюзіоніст Амаяк Акопян. - «Собчак проти Собчак»: справжня Ксенія Собчак-офіціантка обслуговує пародійну Ксенію Собчак. - Як артисти Большого театру святкують, не відриваючись від роботи. - «Смертельний каратист, або 23-го знищити, або На прізвисько В'ячеслав»: пародія на російські бойовикі 1990-х років. | - Борис Щербаков та Лариса Вербицька - Амаяк Акопян | 30 травня 2010 року    |
| 028                              | - Лариса Доліна, джаз і сучасні музичні смаки. - «Техаська полонянка»: пародія на фільм «Кавказька полонянка, або Нові пригоди Шурика», якби його знімали в Голлівуді. - Програма «Сьогодні». - Анжеліка Варум і Леонід Агутін з піснею про свої взаємини. - Серіал «Ливарний». - Як програми «Малахов+» і «Здоров'я» вирішували, хто залишиться на Першому каналі. | - Лариса Доліна - Лілія Гільдєєва | 6 червня 2010 року     |
| 029                              | - Передача «Звана вечеря». Пародія на Григорія Шевчука. - Телемагазин: блат. - Андрій Аршавін, Ігор Акінфєєв, Сергій Ігнашевич і Юрій Жирков про поточний чемпіонат світу з футболу в ПАР. - Картина, що ожила: «Іван Грозний вбиває свого сина Івана». - Програма «Секс з Анфісою Чеховою». - Маленька різниця: Едвард Радзинський і Віталій Вульф у дитячому саду. - Фільм «Аватар». | - Григорій Шевчук - Анфіса Чехова | 27 червня 2010 року    |
| 030                              | - Програма «Дорожній патруль». - Постарілі «Иванушки International». - «Секс у Великому»: пародія на серіал «Секс у великому місті». - Програма «НТВшники». - Серіал «Таємниці слідства». - Борис Гребенщиков і гурт «Аквариум». - «Гардемарини, папери, два стволи»: фільм «Гардемарини, вперед!», знятий у стилі фільму Гая Річі «Карти, гроші та два стволи, що димлять». | - «Иванушки International» - Микола Картозія і Олександр Бєляєв | 4 липня 2010 року      |
| Найкраще за 2-й сезон. Частина 2 | - Серіал «Школа». (23 випуск) - Фільм «Чорна Блискавка». (26 випуск) - Серіал «Глухар». (25 випуск) - Дует Земфіри і Ренати Литвинової. (випуск 22) - Битва Волан-де-Морта і Гаррі Поттера, якому «допомагав» знаменитий ілюзіоніст Амаяк Акопян. (Випуск 27) - Комедія «Гараж», перевідзнята в дусі бойовиків Квентіна Тарантіно. (Випуск 22) | - Ігор Толстунов, Ігор Огурцов, Олена Папанова - Віктор Вержбицький та Катерина Вилкова - Максим Аверін - Амаяк Акопян - Ельдар Рязанов | 10 липня 2010 року     |
| 031                              | - Програма «Тиждень» з Маріанною Максимовською. - Гурт Uma2rmaH з саундтреками на фільми «Термінатор», «Кошмар на вулиці В'язів», «Володар перснів: Хранителі Персня». - Серіал «Вороніни». - Шоумен Олександр Ревва, який страждає роздвоєнням особистості і перевтілюється в Артура Пирожкова та його бабусю. - «Залишитися в живих в Туреччині»: російська версія серіалу «Залишитися в живих». - «Нова американська мрія»: пародія на кінокліше фільмів, які здобувають премію «Оскар». | - Маріанна Максимовська - Сергій Кристовський - Георгій Дронов і Катерина Волкова - Олександр Ревва | 5 вересня 2010 року    |

## Третій сезон
| Номер випуску                    | Пародії на такі передачі та артистів | Гості студії | Дата прем'єри          |
| -------------------------------- | --- | --- | ---------------------- |
| 032                              | - Ток-шоу «Нехай говорять», в якому обговорюють пародії програми «Велика різниця». - Восьминіг Пауль. Пародія на пісню Павла Волі «Все буде офігенно». - Програма «Жорстокі ігри» в Росії. - Григорій Лепс з пародією на пісню «Чарка горілки на столі».. - Зустріч Анджеліни Джолі з російськими кінорежисерами Федором Бондарчуком, Микитою Михалковим і Борисом Грачевським. - Всесвітня історія: «Пряма лінія з імператором держави Російського Петром I». В ролі Петра I Філіп Кіркоров. | - Тіна Канделакі і Нікіта Джигурда - Яна Чурікова і Тимур Родрігез - «Анджеліна Джолі» (у ролі — Алія Нурієва) - Філіп Кіркоров                                          | 19 вересня 2010 року   |
| 033                              | - Серіал «Єфросинія». - Пісня про перейменування міліції в поліцію. - «Стомлені сонцем 2: Післяпередстояння»: пародія на фільм «Стомлені сонцем 2: Передстояння». - Мультфільм «Шрек». Виступили: - Володар призу глядацьких симпатій першого фестивалю пародій «Велика різниця“ в Одесі» Сергій Волковницький. - Володар гран-прі першого фестивалю пародій «Велика різниця“ в Одесі» Андрій Барінов. | - Олександр Клюквін - Філіп Кіркоров | 3 жовтня 2010 року     |
| 034                              | - Програма «Грядка». - Микола Басков та Оксана Фьодорова з піснею «Праве кохання». - Серіал «Інтерни». - Всесвітня історія: «Зла няня Пушкіна». В ролі няні молодого Олександра Пушкіна Олександр Цекало. - Тіматі і Барак Обама з піснею «Плачуть небеса». - Серіал «Маргоша». | - Андрій Туманов і Наталія Земська - В'ячеслав Дусмухаметов і Іван Охлобистін - Марія Берсенєва, Анатолій Кот і Олег Масленников-Войтов                                  | 17 жовтня 2010 року    |
| 035                              | - Зіткнення ведучих програм «Дівчата» і «Прожекторперісхілтон». - Концерт «Шансон року». - Програма «Городок», де ведучі не можуть визначитися, хто краще зображує жінок. - «Віктор Всемогутній»: пародія на фільм «Брюс Всемогутній». - Всесвітня історія: Олександр Самойленко і Тетяна Орлова в ролі подружжя циркових важкоатлетів Піддубних. - «Сутінки: Весілля». | - Ольга Шелест - Олександр Самойленко | 31 жовтня 2010 року    |
| 036                              | - Програма «Детектор брехні», де в гостях у Андрія Малахова побував Андрій Малахов. - Пісня пам'ятника Петру Першому в Москві і Зураба Церетелі про свій переїзд. - Серіал «Татусеві доньки»: як змінився серіал з поверненням папи. - Ілля Лагутенко («Мумій Троль») та Сергій Собянін з піснею «З новим мером, Moscow!». - Ожила картина: «Ходоки у Леніна». - «Неукокошиваемые»: пародія на фільм «Нестримні», якби в ньому знімалися зірки російського кіно 1990-х. | - Єлизавета Арзамасова і Анастасія Сіваєва - Ілля Лагутенко - Михайло Кокшенов                                                                                           | 21 листопада 2010 року |
| 037                              | - Програма «Спокійної ночі, малята!» на телеканалі «Звезда». - Валерій Меладзе з піснею «Паралельні». - Як Максима Аверіна в міліції прийняли за Сергія Глухарьова. - Фільм «Початок» про збірну Росії з футболу. - Всесвітня історія: Василь Уткін у ролі Олександра Невського. - Незвичайні дуети: Жанна Фріске і Олександр Пушной з рок-версією пісні «Ла-ла-ла» Виступили: - Володар призу глядацьких симпатій першого фестивалю пародій «"Велика різниця" в Одесі» Сергій Волковницький. | - Валерій Меладзе - Жанна Фріске і Олександр Пушной | 5 грудня 2010 року     |
| 038                              | - Анонси вертикальної сітки серіалів Першого каналу. - Програма «Жити здорово!» в середньовіччі. - Сергій Шнуров з піснею про перепис. - Шоу «Музичний ринг НТВ». - Серіал «Універ», який став на 20 відсотків смішнішим. - Співак Елтон Джон. Пародія на пісню «Sorry seems to be the hardest word». - «Код Церетелі»: пародія на фільм «Код да Вінчі». | - Михайло Марголіс, Антон Красовський і Олексій Остудін - Арарат Кещян, Марія Кожевникова і Віталій Гогунський                                                           | 19 грудня 2010 року    |
| Найкраще                         | - Ток-шоу «Нехай говорять», у якому обговорюють пародії «Великої різниці». (32 випуск) - Микола Басков та Оксана Фьодорова з піснею «Праве кохання». (34 випуск) - Серіал «Школа». (23 випуск) - Григорій Лепс з пародією на пісню «Чарка горілки на столі». (32 випуск) - Кіноляпи у фільмі «Карнавальна ніч». (23 випуск) - Пісня про міліцію, перейменовану в поліцію. (33 випуск) - Ігрове шоу «Хто хоче стати Максимом Галкіним?». (24 випуск) - Ілля Лагутенко («Мумій Троль») та Сергій Собянін з піснею «З новим мером, Moscow!». (36 випуск) - Фільм «Іронія долі, або З легким паром!» у стилі японського театру кабукі.(23 випуск) - Анжеліка Варум і Леонід Агутін з піснею про свої взаємини. (28 випуск) | | 31 грудня 2010 року    |
| 039                              | - Пісня про події 2010 року у виконанні російських футболістів, Романа Абрамовича, науковців зі «Сколково», Владислава Дороніна і Наомі Кемпбелл, Григорія Перельмана, Юрія Лужкова, Сергія Собяніна, Петра Наліча та інших. - Сергей Лазарєв і Лєра Кудрявцева. - Новорічний випуск програми «Час». - Пісня «Міражі» у виконанні Ігоря Ніколаєва і Юлії Проскурякової. - Шоу «Крига і полум'я». - Новорічне звернення Барака Обами і Гілларі Клінтон до росіян. - Песня «Вологда» у виконанні Наомі Кемпбелл. - Гурт «Король и Шут» на новорічному дитячому вранішнику. - Гурт «Дискотека Авария» з піснею «Якщо хочеш залишитися». - Новорічне звернення Олександра Лукашенка до білорусів росіян та Євросоюзу. - Ситуація в магазині, коли до забороненого за законом часу для купівлі горілки залишається 5 хвилин. - Игор Крутой, Лара Фабіан Алла Пугачова з піснею «Любов, схожа на сон». - Поєдинок програм «Познер» і «На ніч дивлячись». - Новорічне звернення Кім Чен Іра до росіян. - Сосо Павліашвілі з піснею «Радувати». - Фільм «Любов-морква». - Незвичні дуети: Иванушки International і Олександр Пушной з піснею «Хмари». | - Лєра Кудрявцева та Сергій Лазарєв - Ігор Ніколаєв - Микола Тимофєєв та Олексій Сєров - Володимир Познер - Сосо Павліашвілі - Иванушки International і Олександр Пушной | 1 січня 2011 року      |
| 040                              | - Трейлер до вигаданого фільму «Пригоди Буратіно. Фільм другий». - Анна Чапман. Пародія на пісню «Леді Досконалість» з фільму «Мері Поппінс, до побачення». - Телепрограма «Шлюбне чтиво». - Спеціальний випуск ток-шоу «Нехай говорять» з психіатричної клініки, в якій лежить Філіп Кіркоров. - Група «Браво» в повному складі (Жанна Агузарова, Валерій Сюткін, Роберт Ленц, Євген Хавтан) з піснею «Вася». - Фільм про серіал «обручка». - Фільм «Міліцейська історія». | - Григорій Кулагін та Денис Гребенюк - Валерій Сюткін | 23 січня 2011 року     |
| 041                              | - Шоу «Десять Мільйонів» з учасником Романом Абрамовичем. - Діма Білан, Яна Олександрівна та Євген Плющенко з піснею «Неможливе можливо». - «Дуже російський серіал»: пародія на серіали «Інтерни», «Глухар» «Щасливі разом», «Сімнадцять миттєвостей весни», «Втеча». - Олена Ваєнга. Пародія на пісню «Курю». - «Горілка. Наслідки»: пародія на проект «Горілка. Історія всеросійського похмілля». - Валерія та її сім'я з пародією на пісню «Годинничок». - «Д'Артаньян та три мушкетери» проти «Гардемарини, вперед!». | - Яна Рудковська - Михайло Боярський | 6 лютого 2011 року     |
| 042                              | - Програма «Руйнівники міфів» у Росії. - Наташа Корольова з піснею «Маленька країна». - Йосип Кобзон з піснею «І знову триває бій». - Фільм «Край». - Всесвітня історія: зустріч Леоніда Ілліча Брежнєва і гурту «Бітлз». - Всесвітня історія: Віктор Логінов у ролі фаворита Катерини II . - Серіал «Бригада» через 20 років. | - Наташа Корольова і Тарзан - Віктор Логінов | 20 лютого 2011 року    |
| 043                              | - Програма «Щастя є!». - Юлія Савічева з піснею «Якщо в серці живе любов». - Анастасія Волочкова з піснею про її ню-фотосесії на Мальдівах. - «Хор Турецького». - Програма «Квартирне питання», в якій переробляють балкон. - Фільм «П'ятий елемент» про Олімпіаду в Сочі. Виступив: - Володар призу глядацьких симпатій першого фестивалю пародій «"Велика різниця" в Одесі» Сергій Волковницький. | - Юлія Савічева - Хор Турецького - Наталія Мальцева | 7 березня 2011 року    |
| 044                              | - Програма «Жити здорово!». - Пісня засновника WikiLeaks Джуліана Ассанжа. - Програма «Закритий показ» 1979 року. - Засновник «МММ-2011» Сергій Мавроді з піснею «Якби хлопці всієї Землі». - Програма «Поєдинок». - «Термінатор» у Сколково. - Програма «Розіграш», у якій розіграли Валдіса Пельша. | - Олександр Гордон - Валдіс Пельш | 27 березня 2011 року   |
| 045                              | - Репортаж про чемпіонат світу з біатлону в Ханти-Мансійську. - Гурт «Доктор Ватсон», які перетворилися на вампірів. - Як програма «Що? Де? Коли?» виглядала б у майбутньому, якби 30 років тому провели реформу освіти. - Співачка Шер з піснею «Strong enough». - Ток-шоу «Про головне». - Мюзикл «Коти» і Юрій Куклачов. - Фільм «Людина з бульвару Капуцинів-2». | - Гурт «Доктор Ватсон» - Михайло Поліцеймако і Сергій Агапкін | 10 квітня 2011 року    |
| 046                              | - Шоу «Талісманія», де обирають талісман зустрічі інопланетян-2022 у Росії. - Засновник «Єралашу» Борис Грачевський з піснею «Another Brick in the Wall». - «Пірати Карибського моря. Частина 15». Пародія на Джонні Деппа. - Незвичайні дуети: Олександр Пушной з пародією на пісню гурту «Корні» «Я втрачаю коріння». - Фільм-катастрофа про те, як збірна Росії летить на «Битву націй». - Переможець першого фестивалю пародій «Велика різниця“ в Одесі» Андрій Баринов пародіює Сергія Пєнкіна. - Герої детективів Міс Марпл, Пуаро, Шерлок Холмс і Доктор Ватсон і Давид Гоцман в чисто англійському детективі «Вбивство. The Murder». | - Борис Грачевський - Брати Запашниє | 24 квітня 2011 року    |
| 047                              | - Шоу «Що? Де? Коли?» з зірками (Анастасія Волочкова, Тимур Родрігез, Стас Михайлов, Михайло Задорнов, Ксенія Собчак і Микита Михалков). - Весілля Бреда Пітта і Анджеліни Джолі, якби його знімав типовий весільний оператор. - Програма «ЖКГ». - «Реальні хоббіти»: трилогія «Володар перснів» у стилі серіалу «Реальні пацани». - Арія російського автогонщика «Формули-1» Віталія Петрова. - Історія про те, як учасник «Євробачення-2011» Олексій Воробйов повинен був програти. | - Анастасія Волочкова і Тимур Родрігез - Марія Шекунова, Валентина Мазуніна і Дмитро Пачуля - Олексій Воробйов і Яна Чурікова                                            | 22 травня 2011 року    |
| 048                              | - Програма «Своя гра», в якій на кону переатестація міліції в поліцію. - Проект «Фабрика зірок. Повернення». - Пряма трансляція з парубочника принца Вільяма. - Що було б, якби Ольга Бузова потрапила в серіал «Друзі». - Зліт бардівської пісні в стилі повісті «Книга Джунглів». - Фільм жахів «ЖЕК». | - Віктор Дробиш - Ольга Бузова | 5 червня 2011 року     |
| 049                              | - Шоу «Фактор А». - Йолка з піснею «Прованс» про «Йо-мобіль». - Серіал «Закрита школа». - Денис Майданов з піснею «Вічна любов». - «Програма про футбол»: пародія на програму «Футбол Росії» та трансляції футбольних матчів на російському телебаченні. Пародія на Віктора Гусєва. - Кліп Філіпа Кіркорова «Сніг». - Як Шерлок Холмс шукає заміну Докторові Ватсону. | - Йолка - Денис Майданов | 19 червня 2011 року    |
| Найкраще за 3-й сезон. Частина 1 | Мав вийти 10 липня 2011 року, однак показ перенесли через катастрофу на теплоході «Булгарія» в Татарстані. - Програма «Детектор брехні», де в гостях у Андрія Малахова побував Андрій Малахов. (36 випуск) - Група «Браво» в повному складі (Жанна Агузарова, Валерій Сюткін, Роберт Ленц, Євген Хавтан) з піснею «Вася». (40 випуск) - Ток-шоу «Про головне». (45 випуск) - Григорій Лепс з пародією на пісню «Чарка горілки на столі». (32 випуск) - Програма «Закритий показ» 1979 року. (44 випуск) - Елтон Джон з пародією на пісню «Sorry seems to be the hardest word». (38 випуск) - Фільм «П'ятий елемент» про Олімпіаду в Сочі. | - Валерій Сюткін - Михайло Поліцеймако і Сергій Агапкін - Олександр Гордон                                                                                               | 14 серпня 2011 року    |
| Найкраще за 3-й сезон. Частина 2 | - Програма «Жити здорово!» в Середньовіччі. (38 випуск) - Пісня про міліцію, перейменовану в поліцію. (33 випуск) - Шоу «Десять Мільйонів» з учасником Романом Абрамовичем. (41 випуск) - Валерій Меладзе з піснею «Паралельні». (37 випуск) - Програма «ЖКГ». (47 випуск) - Олена Ваєнга з пародією на пісню «Курю», якби вона співала уві сні. (41 випуск) - «Код Церетелі»: пародія на фільм «Код да Вінчі». (38 випуск) - «Д'Артаньян та три мушкетери» проти «Гардемарини, вперед!». (41 випуск) | - Валерій Меладзе - Михайло Боярський | 17 липня 2011 року     |
| Найкраще за 3-й сезон. Частина 3 | - Програма «Спокійної ночі, малята!» на телеканалі «Звезда». (37 випуск) - Сергій Шнуров з піснею про перепис. (38 випуск) - Серіал «Інтерни». (34 випуск) - Програма «Щастя є!». (43 випуск) - Всесвітня історія: «Пряма лінія з імператором держави Російської Петром Першим» (в ролі царя Петра Першого Філіп Кіркоров). (32 випуск) - Всесвітня історія: зустріч Леоніда Ілліча Брежнєва і гурту «Бітлз». (42 випуск) - «Термінатор» в Сколково. (44 випуск) | - В'ячеслав Дусмухаметов і Іван Охлобистін - Філіп Кіркоров | 24 липня 2011 року     |
| Найкраще за 3-й сезон. Частина 4 | - Як Максима Аверіна в міліції прийняли за Сергія Глухарьова. (37 випуск) - Співачка Йолка з піснею «Прованс» про «Йо-мобіль». (49 випуск) - Концерт «Шансон року». (35 випуск) - «Сутінки: Весілля»: пародія на сагу «Сутінки» (35 випуск) - Арія російського автогонщика «Формули-1» Віталія Петрова. (47 випуск) - Фільм-катастрофа про те, як збірна Росії летить на «Битву націй». (46 випуск) - Програма «Розіграш», у якій розіграли Валдіса Пельша. (44 випуск) | - Йолка - Брати Запашниє - Валдіс Пельш | 31 липня 2011 року     |
| Найкраще за 3-й сезон. Частина 5 | - Шоу «Що? Де? Коли?» з зірками (Анастасія Волочкова, Тимур Родрігез, Стас Михайлов, Михайло Задорнов, Ксенія Собчак і Микита Михалков). (47 випуск) - Фільм «Міліцейська історія». (40 випуск) - Валерія та її сім'я з пародією на пісню «Годинничок». - Серіал «Закрита школа». (49 випуск) - Ілля Лагутенко з гурту «Мумій Троль» з піснею «З новим мером, Moscow!» про нового мера Москви Сергія Собяніна. (36 випуск) - Герої детективів Міс Марпл, Пуаро, Шерлок Холмс і Доктор Ватсон і Давид Гоцман в чисто англійському детективі «Вбивство. The Murder». (46 випуск) | - Анастасія Волочкова і Тимур Родрігез - Ілля Лагутенко | 7 серпня 2011 року     |
| Найкраще за 3-й сезон. Частина 6 | - Ток-шоу «Нехай говорять», в якому обговорюють пародії «Великої різниці». (32 випуск) - Фільм «Людина з бульвару Капуцинів-2». (45 випуск) - Програма «Своя гра», в якій на кону переатестація міліції в поліцію.(48 випуск) - Зліт бардівської пісні в стилі повісті «Книга Джунглів». (48 випуск) - Трейлер до вигаданого фільму «Пригоди Буратіно. Фільм другий». (40 випуск) - Програма «Фабрика зірок. Повернення». (48 випуск) - «Реальні хоббіти»: фільм «Володар перснів», знятий в стилі серіалу «Реальні пацани». (47 випуск) | - Тіна Канделакі і Нікіта Джигурда - Віктор Дробиш - Марія Шекунова, Валентина Мазуніна і Дмитро Пачуля                                                                  | 21 серпня 2011 року    |
| Найкраще за 3-й сезон. Частина 7 | - Серіал «Друзі», або що було б, якби Ольга Бузова потрапила в серіал. (48 випуск) - Анна Чапман. Пародія на пісню «Леді Досконалість» з фільму «Мері Поппінс, до побачення». (40 випуск) - Як програма «Що? Де? Коли?» виглядала б у майбутньому, якби 30 років тому провели реформу освіти. (45 випуск) - Кліп Філіпа Кіркорова «Сніг». (49 випуск) - Як Шерлок Холмс шукає заміну Докторові Ватсону. (49 випуск) - Денис Майданов з піснею «Вічна любов». (49 випуск) - Фільм жахів «ЖЕК». (48 випуск) | - Ольга Бузова - Денис Майданов | 28 серпня 2011 року    |
| 050                              | - Фільм «Гаррі Поттер і останній дзвоник». - Кліп Юрія Лужкова на пісню Артура Пирожкова «Передайз». - Ірина Аллегрова і Григорій Лепс з піснею «Я тобі не вірю». - Серіал «Мент у законі». - Гарик Сукачов з піснею «Моя бабуся курить трубку». - Євген Нікішин у пародії на всі фільми про бойові мистецтва. - Реклама: - Засіб для миття посуду «ObliZala», - Засіб для схуднення «Не жри півроку», - Засіб від зморшок «Маска вовка», - Електрошокер «Іскорка», - Прокладки «Ці дні», - Майонез «На здоров'я», - «Великі цицьки». | - Ірина Аллегрова | 4 вересня 2011 року    |
| 051                              | - Дмитро Губернієв і Дмитро Градиленко у прямому ефірі. - Серіал «Світлофор». - Трейлер вигаданого фільму «Мімінатор» (суміш «Міміно» і «Термінатора»). - Гурт «Europe» і Віллі Токарєв. - Трейлер вигаданого фільму жахів «Гараж-7» (суміш «Гараж» і «Пилка 3D»). - Програма «Зніміть це негайно!». - Творчий вечір Сергія Шнурова. - Трейлер вигаданого фільму «2012 стільців» (суміш «12 стільців» і «2012»). - Персонажі фільмів жахів проти героя реклами порошку Tide. | - Таша Строга | 11 вересня 2011 року   |

## Четвертий сезон
| Номер випуску | Пародії на такі передачі та артистів | Гості студії | Дата прем'єри          |
| ------------- | --- | --- | ---------------------- |
| 052           | - Фільм про фільм «Вагітний». - «Великі новини»: Михайло Шац, гість — Іван Охлобистін. - Відкриття Большого театру після реконструкції. - Кліп Віри Брежнєвої та Дана Балана «Пелюстками сліз». - «Похмілля у Версалі»: парубочник Андрія Малахова в стилі фільму «Похмілля у Вегасі». - «Репортаж з Венеційського кінофестивалю»: пародія на стереотипи російського артхаусного кіно. Виступили: - Актори трупи «Великої різниці» зі вступною піснею на мотив пісні «Хто на новенького?». | - Дмитро Дюжев, Ганна Сєдокова і Сарік Андреасян - Віра Брежнєва та Dan Balan - Олексій Учитель                                                                                         | 2 жовтня 2011 року     |
| 053           | - Бій ток-шоу «Нехай говорять» і «Прямий ефір». - Кліп співачки Нюши на пісню «Боляче» з хокеїстом Олександром Радуловым. - Олександр Розенбаум з піснею «Ау». - Реаліті-шоу «Топ-модель по-російськи». - «Великі новини»: Олександр Пушной, гості — Дік Адвокат і Андрій Аршавін. - Зведений хор Російської армії. - «Бережись автомобіля з мигалкою»: фільм «Бережись автомобіля», в якому головний герой краде проблисковий маячок. | - Нюша - Ксенія Собчак та Інна Зобова | 16 жовтня 2011 року    |
| 054           | - «Великі новини»: Андрій Рожков, гість — Анастасія Волочкова. - Серіал «Інститут шляхетних дівиць». - Програма «Обшук і побачення» з Тіматі, Романом Абрамовичем і Владом Сташевським. - Спільний ювілей Миколи Баскова і В'ячеслава Бутусова. - Співачка МакSим з піснею «Як літати». - «Велика Різниця. Гелловін» — програми в стилі фільмів жахів: - «Давай похоронимося» - «Поле чужих» - «Спокійної ночі, малята. Втеча» - «Жити коротко» - Фільм «Весілля в Малинівці». | - Аліса Сапегіна і Олександр Арсентьев - МакSим | 30 жовтня 2011 року    |
| 055           | - «Ванга. Остання таємниця за версією НТВ»: пародія на документальний проект «Ванга повертається. Секретний архів віщунки». - «Великі новини»: Марат Башаров, гість — Ксенія Собчак. - Серіал «Серафима прекрасна». - Ювілейний концерт Олега Газманова з його сином Родіоном. - Картина, що ожила: «Запорожці пишуть листа турецькому султанові». - Програма «Суд присяжних», у якій розглядається справа на основі гри «Angry Birds». - Фільм «Вбити Білла», знятий за мотивами книги «Злочин і кара». | - Катерина Порубель - Родіон Газманов - Ксенія Печеник та Ігор Симонов | 13 листопада 2011 року |
| 056           | - «Школа Тіматі»: пародія на кліп Тіматі і DJ Smash на пісню «Фокуси». - Стас Михайлов і його наслідувачі з піснею «Все для тебе». - Фільм «Блейд» + кліпи з м/ф «Острів скарбів». - «Йду, терплю»: пародія на кліп і пісню Федора Чистякова і гурту «Ноль» «Іду, курю», присвячена забороні на куріння в громадських місцях. - «Фантомас розбушувався»: пародія на французькі фільми. - «Шкіряний ремонт»: пародія на порнофільми 1970-х років. - Телепроєкт «Привид опери». | - Тіматі - Одеський театр «Гротеск»: Михайло Церишенко, Олександр Левіт, Віктор Андрієнко - Антон Макарський і Саті Казанова                                                            | 18 грудня 2011 року    |
| 057           | - «Про що думають чоловіки»: пародія на фільм «Про що говорять чоловіки». - Програма «Надбання Республіки» (Перший канал), в якій обговорюється творчість гурту «Руки Вверх!». - Кліп гурту «Serebro» на пісню «Мама Люба». - Відкриття «Бадмінтон-Арени». - Проект «+100500» і популярні російські інтернет-меми. - «Російський народний баттл» Надії Кадишевої та Надії Бабкіної. - Закриття серіалу «Глухар». - «Смішарики. Початок. Фільм про фільм». - Маленька різниця: Стас Михайлов на новорічному ранку. - Кастинг на фільм «Іронія долі, або З легким паром!» у Голлівуді. | - «Квартет І» - Дмитро Шепелєв, Юрій Ніколаєв та Сергій Жуков - Гурт «Serebro» - Максим Голополосов та Андрій Бочаров - Ілля Попов та Сергій Мардар - Стас Михайлов - Барбара Брильська | 1 січня 2012 року      |
| 058           | - Алла Пугачова, Максим Галкін, Філіп Кіркоров і його дочка відзначають Новий рік у замку в селі Багна. - Озвучення мультфільмів російськими зірками. - «Телебачення 1911 року» — пародія на телепрограми, фільми і рекламу в жанрі німого кіно: - Капітал-шоу «Поле чудес», - Реклама консервів (пародія на рекламу жувальної гумки «Орбіт Фруттіни»), - Програма «Прожекторперісхілтон» під назвою «Прожектормерипикфордъ». - Реклама присипки «Олдъ Тальк» (пародія на рекламу дезодоранту Old Spice). - Ігрове шоу «Суперінтуіція». - Ток-шоу «Модний вирок» з учасником Олександром Керенським. - Фільм «Іронія долі, або З легким паром!». - «Сірий вогник»: пародія на новорічне шоу «Блакитний вогник». - Новорічне звернення імператора Російської імперії Миколи II до народу. - «Бій з тінню-4: Гонг кличе»: пародія на серію фільмів «Бій з тінню». - Володимир Ілліч Ленін в образі героя скетчкому «Наша Russia» Олександра Родіоновича Бороданя. - Програма «News Блок» з оглядом комп'ютерної гри «Mortal Superstars» за участю зірок російського шоу-бізнесу. - «Сутінки. Сага. Нове життя»: пародія на фільм «Сутінки. Сага: Світанок — частина 1». | - Сергій Доренко - Олександр Анатолійович | 15 січня 2012 року     |
| 059           | - «Завтра»: пародія на новинну програму «Сьогодні», розповідає про новини завтрашнього дня. - Проект «Пісня для вашого столика». - Фільми «Гладіатор», «Бункер», «П'ятниця, 13-те» і «Камінь» за участю Сергія Свєтлакова. - Серіали 90-х: «Елен і друзі», «Санта-Барбара», «Спрут» та «Багаті також плачуть». - Вистава «Айболить» у постановці сучасного театру. - Фільми про Джеймса Бонда. | - Борис Смолкін - Роман Віктюк | 22 січня 2012 року     |
| 060           | - «Індіана Джонс і комбідрес долі»: пародія на пригодницькі фільми. - Батьківські збори зірок. У ролі вчителя — Яна Чурікова. - «Сироєжкін: Темна сторона Електроніка»: фільм «Пригоди Електроніка», перевідзнятий у Голлівуді. - Зірки в рекламі: Андрій Аршавін у рекламі чипсів «lay's», Михайло Шац у рекламі пральних машин «Samsung», Павло Воля в рекламі сухариків «Xpycteam». - Телегра «Суперінтуіція» за участю сім'ї Букіних. - «Дикий, Дикий, Дикий Захід, Захід, Захід»: пародія на вестерни. | - Яна Чурікова - Володимир і Юрій Торсуєви - Віктор Логінов | 5 лютого 2012 року     |
| 061           | - «Любов і зірки»: сучасна версія фільму «Любов і голуби». - «Школяри»: серіал «Інтерни», якби доктор Биков викладав у школі. - Як співачка Тетяна Буланова влаштовувалася на роботу в дитячий садок. - Фільм «Десять негренят, або Сьогодні здохнуть всі». - Програма «News Блок» з оглядом фільму «Zолушка». - Виступ гурту «Rammstein» у Росії. - Американські фільми-катастрофи. | - Тетяна Буланова | 19 лютого 2012 року    |
| 062           | - Весілля Алли Пугачової та Максима Галкіна. - Всесвітня історія: Хто підвозив Михайла Ломоносова до Москви. - Фільм «Гусарська балада». Пародія на головних героїв фільму. - Гурт «Звери» з піснею «Рома, вибач». - «Недоторканний хрещений батько зі шрамом»: пародія на мафіозні фільми. Виступила: - Ірина Хусаїнова, переможниця другого фестивалю пародій «Велика різниця» з пародіями на Анжеліку Варум і Олену Ваєнгу. Ірина одержала спеціальний приз — сертифікат на придбання «Йо-мобіля» з рук Михайла Прохорова. | - Михайло Прохоров - Рома Звєрь | 2 березня 2012 року    |
| 063           | - Потап і Настя Каменських з піснею «Чумачечая весна». - Програма «Давай одружимося!», в якій сватають Миколу Баскова і Анастасію Волочкову. - Анатолій Чубайс і Авдотья Смирнова з піснею «Я так на тебе чекала, Толя!». - Програма «Тиждень з Маріанною Максимовською». Інтерв'ю з главою Роскосмоса Володимира Поповкіна. - Філіп Кіркоров з піснею «А я і не знав...» про те, як важко виховувати дітей. - Серіал «Щоденник доктора Зайцевої». - Ювілейний концерт Льва Лещенка, на якому присутній Володимир Винокур. - Казка про втрачений час, у якій ідеться про роботу БТІ, ДАІ та паспортного столу. | - Лариса Гузєєва - Яна Крайнова і Павло Трубінер | 10 березня 2012 року   |
| 064           | - Популярні кіновтілення Шерлока Холмса (Василь Ліванов, Бенедикт Камбербетч і Роберт Дауні мол.). - Програма «Контрольна закупівля» в часи дефіциту в СРСР. - Кліп на пісню Леоніда Утьосова «Біля Чорного моря» про спогади дитинства. - Кліп «Мрійники» за участю Андрія і Сергія Фурсенко. - Співачка Ганна Нетребко, у якої з'явився продюсер. - Фільм «Титанік», знятий в стилі німого кіно. - Реаліті-шоу «Канікули в Мексиці». | - Наталія Семеніхіна - Анастасія Смирнова | 8 квітня 2012 року     |
| 065           | - Відеокурси: Курс молодого батька від Філіпа Кіркорова. - Геннадій Зюганов, Михайло Прохоров, Володимир Жириновський і Сергій Миронов з піснею «Складай мрії». - Олександр Градський з піснею «Які молоді ми були...». - Як продюсери вмовляли білку Скрата зніматися в мультфільмі «Льодовиковий період 4: Континентальний дрейф». - Любов Успенська з піснею «Кабріолет» про вітчизняний автопром. - Серіал «Короткий курс щасливого життя». - Виступ «Бурановських бабусь» з піснею «Party for Everybody» на «Євробаченні-2012». - Фільм «Біле сонце пустелі». | - Олександр Градський - Ксенія Громова, Ганна Слю і Кирило Сафонов | 16 червня 2012 року    |
| 066           | - Співачка Слава з піснею «Самотність». - Фільм «Вій». - Гурт «ВІА Гра» з піснею «Пішов геть!» про нескінченну зміну дівчат у колективі. - Репортаж з фестивалю танцювальної музики «Республіка КаZантип». - Реаліті-шоу «Дом-2», в якому взяла участь Лялька Біллі з фільму «Пила». - Фільм «Д'Артаньян та три мушкетери». | - Слава - Єва Бушміна та Санта Дімопулос - Ксенія Бородіна, Михайло Терьохін, Венцеслав Венгржановський і Катерина Колісниченко                                                         | 14 липня 2012 року     |
| 067           | - Пісня у виконанні Лайзи Мінеллі і Майкла Йорка з фільму «Кабаре». - «Tophit чарт». - Поєдинок латиноамериканських виконавців Енріке Іглесіаса і Рікі Мартіна. - Серіал «Байки Мітяя» за мотивами фільму «17 миттєвостей весни». - «Гарпії Чарлі»: фільм «Ангели Чарлі», де головними героїнями виявилися Каріна Барбі, Олеся Малібу і Свєта Яковлєва. - Казка про Ріпку, яку ставить Микита Михалков. Також показано підбірку ляпів і невдалих сцен зі зйомок пародій «Великої Різниці». | - Мітя Фомін - Каріна Барбі і Олеся Малібу | 29 липня 2012 року     |
| 068           | - Телепередача «Військова таємниця», в якій розповідається про історію винаходу КВК. - Кліп Вікторії Дайнеко «Дівчина на мільйон», у якому вона рекламує все підряд. - Телемагазин: нормальний мужик. - Трейлер до вигаданого фільму «Карлсон, який живе на даху», де Карлсон — супергерой. - Як у симфонічного оркестру з'явився новий продюсер. - «Алкоголь призначення»: пародія на фільм «Пункт призначення», в якій розповідається, чим закінчився корпоратив у одній окремо взятій компанії. - Творча династія Преснякових (Володимир Пресняков-старший, Володимир Пресняков-молодший і Микита Пресняков). - «Капітал ШоуГерлз»: історія успіху дівчини-асистентки Леоніда Якубовича. | - Вікторія Дайнеко - Володимир Пресняков-старший | 4 серпня 2012 року     |
| 069           | - «Welcome to Туапсе»: кліп Тіматі «Welcome to St. Tropez» за замовленням Віталія Мутко. - Зйомки серіалу «Вісімдесяті». - Трейлери ігор: «Косинка», «Квач», «Міста», «Яйцелов». - Романтична комедія, яка приверне чоловіків. - Трейлери приквелів фільмів: - «Пєчкін. Сходження» - «Термінатор-1. Початок» - «Війна світів. Розпалювання» - «Термінатор-2. Початок початку» - «Володар перснів. Передстояння» - «Термінатор-3. Початок початку початку» - Як Леонід Ілліч Брежнєв освоював соціальну мережу. - Проморолик руху «FEMEN». - «У пошуку пригод на свою...»: як Жан-Клод Ван Дам навчався бойового гопака у Тараса Бульби. | - Федір Стуков - Активістки «FEMEN»: Ганна Гуцол, Інна та Олександра Шевченко | 10 серпня 2012 року    |
| ВР. Найкраще  | - Дует Земфіри і Ренати Литвинової. (22 випуск) - Ток-шоу «Деталі» з гостем Федором Бондарчуком. (2 випуск) - Програма «Давай одружимося!», в якій сватають Миколу Баскова і Анастасію Волочкову. (63 випуск) - Анатолій Чубайс і Авдотья Смірнова з піснею «Я так на тебе чекала, Толя!». (63 випуск) - «Роботяги»: пародія на фільм «Стиляги». - Кліп на пісню Леоніда Утьосова «Біля Чорного моря» про спогади дитинства. (Випуск 64) - Пісня про міліцію, перейменовану в поліцію. (33 випуск) - Фільм «Вбити Білла», знятий за мотивами книги «Злочин і кара». (55 випуск) | пародії йшли нон-стопом | 26 серпня 2012 року    |

## П'ятий сезон — «Велика різниця ТВ»
У зв'язку з п'ятирічним ювілеєм і відходом з проекту Івана Урганта програма змінила формат. Прем'єра оновленої версії відбулася 27 січня 2013 року.
| Номер випуску | Пародії на такі передачі та артистів | Гості студії                                                                                       | Дата прем'єри   |
| ------------- | --- | -------------------------------------------------------------------------------------------------- | --------------- |
| 070           | - Пісня про п'ятиріччя «Великої різниці» на мотив пісні «Gangnam Style» репера PSY. - «Пряма лінія з...»: Іван Ургант. - За замовленням Міністерства освіти СРСР: Стілець. - Дивіться на нашому каналі: - Програма «Дак!» - Програма «Так нате ви, подавіться!» - Серіал «Крокодилушка» - «Жити здорово!» з Вірою Брежнєвою - Велика реклама: «Кидай кидати палити» - Музичне телешоу «Голос». - Кліп Йосипа Кобзона на пісню «Доки не пізно». - Зоряна вікторина «Звивина удачі» з Михайлом Задорновим, Сергієм Шнуровим і Борисом Бурдою. - Дивіться на нашому каналі: - Серіал «Слепназ» - «Жити не тужити» з Оленою Малишевою - «Давай по-швидкому» - «Літературний огляд» з найвищою людиною - Велика реклама: «Кидай що-небудь» - Комедійний серіал «Кухня». - Велика реклама: «Не дзвоніть батькам» - Виступ Івана Дорна з піснею «Стыцамен» на сільській дискотеці. - Дивіться на нашому каналі: - Повернення Геннадія Малахова - Серіал «Сльози Скаженого Квадратні штани» - Розстріл у «Модному вироку» - Серіал «Зворотний бік Місяця». - Кросовер: Фільм «Джентльмени, удачі!» у фільмі «Джентльмени удачі». | - Іван Ургант - Пелагея - Дмитро Назаров, Олена Подкамінська і Марк Богатирьов - Олександр Котт    | 27 січня 2013   |
| 071           | - Шоу «Вгадай мелодію». - Григорій Лепс і Тіматі з піснею «Лондон». - Дивіться на нашому каналі: - «Контрольна закупівля» - Програма «Стеля» - «Кулінарний поєдинок»: Федір Ємельяненко проти люля-кебаба - Проект «Битва хорів». - Гурт «Любэ» з піснею про падіння метеорита в Челябінську. Пародія на пісню «Не валяй дурака, Америка!». - Дивіться на нашому каналі: - «Спокійної ночі, мікроби!» - Ранкова гімнастика для опівнічників - «Якісь пацани»: серіал «Реальні пацани» в різних жанрах. - Автор пісень для програми «Жити здорово!». - Дивіться на нашому каналі: - «Канікули „Канікул в Мексиці“ в Мексиці» - «Мент — пожирач маніяків» - Ток-шоу «Недоносов»: батьки ведучого. - За замовленням Міністерства освіти СРСР: Портрет маслом. - Дивіться на нашому каналі: - «Битва диригентів» + «Криве дзеркало» - «Кулінарна Росія. Пельменні хроніки» - «Виття»: фільм про те, як після укусу Нікіти Джигурди охоронець перетворюється в нього самого. | - Валдіс Пельш - Денис Майданів - Микола Наумов і Володимир Селіванов - Нікіта Джигурда            | 10 березня 2013 |
| 072           | Випуск планували показати 14 квітня, але перенесли на три тижні пізніше. - Шоу «Один в один!». - Кліп на пісню гурту Quest Pistols «Ти така красива» про фотографії в соціальних мережах. - «Пряма лінія з...»: Леонід Ярмольник. - Велика реклама: «Відмовся від сексу» - Дивіться на нашому каналі: - Фільм «Ледачі месники» - Фільм «Два греки і росіянин» - Комедія «Дублер вагітного Карлсона-2, наш час, проти Наполеона капут!» - Мультфільм «Три богатирі і гігантський кальмар» - Фільми-катастрофи «Маршрутка», «Велосипед», «Пішки» і «Собача упряжка» — пародія на фільм-катастрофу «Метро». - Юрій Ентін у комітеті з цензури. - Детективний серіал «Карпов». - Дивіться на нашому каналі: - Фізіологічний трилер «Воно» - Шоу «Зірки в стоматолога» - Серіал «Красуня і науковець» - Любов, щастя, духовність, щирість — дивіться у вікно! - Кліп Поліни Гагаріної «Ні». - «Шоу „Уральських пельменів“» під назвою «Хай все буде так, як ти регочеш». - Ремейк фільму «Кін-дза-дза!» з Олександром Реввою, Ганною Семенович, Михайлом Галустяном, Дмитром Дюжевим і гуртом «Serebro». - Дивіться на нашому каналі: - Слабкоромантичний фільм «Куди приводять менти» - Документальна комедія «Парубочник у дівочнику» - «Рими народів світу» - Фільм «Розмазня» - Фільм «Ревізор», знятий Микитою Михалковим і Квентіном Тарантіно. | - Геннадій Хазанов та Олександр Ревва - Леонід Ярмольник - Владислав Котлярський - Поліна Гагаріна | 5 травня 2013   |
| 073           | Перший збірник пародій, які не вийшли, 2013 року. - Записи з відеореєстраторів Максима Галкіна, Юрія Куклачова, Тимура Родрігеза, Жанни Агузарової, Дмитра Губернієва, Олександра Кержакова, Сергія Звєрєва і Міжнародної космічної станції. - Адель і дівчата Джеймса Бонда. Пародія на пісню «Skyfall». - «Пряма лінія з...»: Ігор Крутой. - Дивіться на нашому каналі: - Програма «Кримінальний ремонт» - Кулінарна програма для короткозорих - Ток-шоу «Недоносов»: сім'я нелюдів Петрових. - Танго про шкоду алкоголю. Пародія на «Тюремне танго» з мюзиклу «Чикаго». - «Бригада: Придурок» — пародія на фільм «Бригада: Спадкоємець». - Дивіться на нашому каналі: - Фільм «Загадковий вбивця» - Серіал «Універ» - Зоряна вікторина «Звивина удачі» з Ганною Семенович, Дмитром Нагієвим і Борисом Бурдою. - Кастинг у гурт «ВІА Гра». - Ситком «Універ. Нова общага». - Пісня про те, що ми не любимо на телебаченні. Пародія на пісню гурту «Градуси» «Я завжди пам'ятаю про головне». - Дивіться на нашому каналі: - «В гостях у казки»: нікого - Програма «Хто сильніший за п'ятикласника?»: живий слон, Федір Ємельяненко і екскаватор - «Підводні розслідування» з Анною Чапман - «Пригоди Сопливого» - Як різні люди бачать шоу «Вечірній Ургант».                                                                                  | - Ігор Крутой - Станіслав Ярушин і Анна Хількевич                                                  | 16 лютого 2014  |
| 074           | Другий збірник пародій, які не вийшли, 2013 року. - «Своя гра: Несподівана подорож» — пародія на фільм «Хоббіт: Несподівана подорож» і «Свою гру» - Ірина Аллегрова, Алла Пугачова, Надія Бабкіна, Едіта П'єха і Софія Ротару з піснею «Wannabe» - Шоу «Час обідати». Пародія на Наташу Корольову та Людмилу Поривай - Дивіться на нашому каналі: - «Вершник без коня» - Реаліті-шоу уві сні - «Дивітесь-но, який ви молодець» - Шоу «Холостяк» - Діна Гаріпова і Олександр Градський з піснею «What If» - «Легенда №...» — фільми про легенди радянського спорту. - Дивіться на нашому каналі: - «Так казав укроп» - Як не стати жертвою шахраїв? - Як Земфіра створює Літній хіт. - Шоу «Великі танці». - Володимир Пресняков з піснею «Стюардеса на ім'я Жанна». - Прем'єра мультфільму «Троє богатирів і мураха-розбійник» - Співак Гарік Кричевський - «Пряма лінія з...»: Михайло Грушевський. | - Петро Кулешов - Альбіна Джанабаєва і Наталія Стефаненко - Михайло Грушевський                    | 15 червня 2014  |